# Zerstörer 1936A

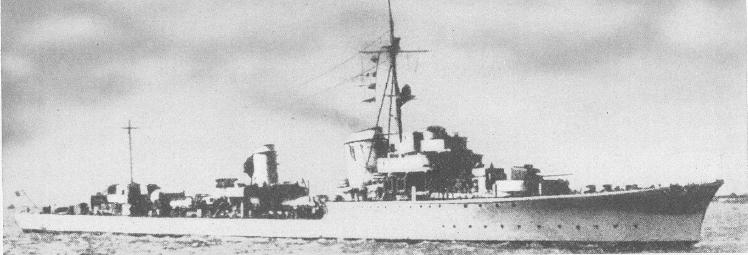

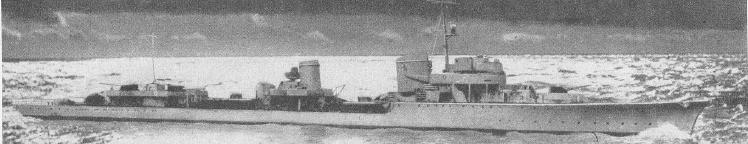

A Zerstörer 1936A osztályú rombolók, vagy ahogy a szövetségesek ismerték, Narvik osztályú rombolók, német rombolók voltak a második világháborúban. A Zerstörer 1936 osztályú rombolók alosztálya volt.
A Zerstörer 1936A osztályú rombolók fegyverzetükben inkább könnyűcirkálókra hasonlítottak, mint tipikus rombolókra. A 150 mm-es ágyúk használata szokatlan volt a rombolóktól, melyeken általában 120–127 mm-es lövegek voltak. A rombolókat úgy tervezték, hogy első lövegtornyukban ikerlöveg fog helyet foglalni, de mivel az ikerlövegek nem voltak készen időben, a hajókat kezdetben egyszerű lövegekkel szerelték fel.
Nagy tűzerejük ellenére, ezek a hajók sem voltak hibátlanok. Számos probléma akadt a magas nyomású gőzmotorok megbízhatóságával, valamint a hajók viselkedésével zord időjárási körülmények között.
1938 és 1940 között nyolc Zerstörer 1936A osztályú romboló (a Z23-tól a Z30-ig) építésébe fogtak. További hét, Zerstörer 1936A (Mob) osztályú rombolót kezdtek építeni 1940 és 1941 között. A Zerstörer 1936A (Mob) osztály a Zerstörer 1936A osztály kicsivel megnagyobbított és módosított változata. A változások többek közt érintették a motorokat, melyek előzőleg számos problémával küzdöttek. A módosításoknak köszönhetően a gyártási idő is némileg lerövidült.

## Zerstörer 1936A jellemzői

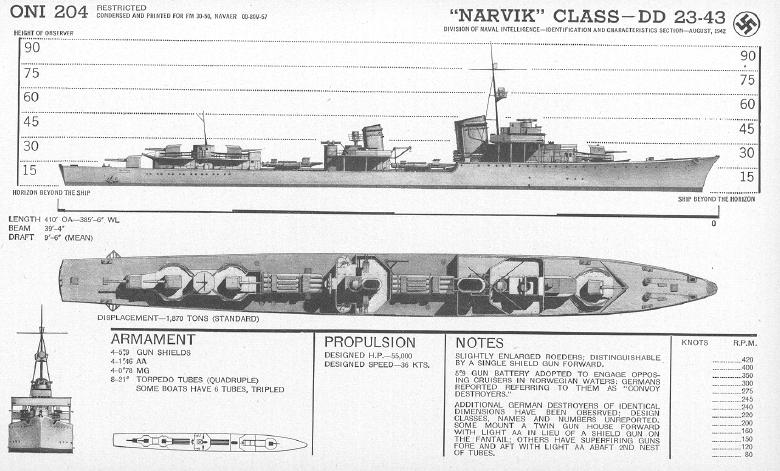
Zerstörer 1936A az amerikaiak azonosító könyvében.

- Vízkiszorítás
  - Alaphelyzetben: 2600 tonna
  - Maximálisan: 3605 tonna
- Hossz: 127 m
- Szélesség: 12 m
- Merülés: 4.65 m
- Hajtómű: 2 hajócsavar
- Sebesség: 37,5 csomó
- Hatótávolság: 3460 km 19 csomós sebesség mellett
- Fegyverzet:
  - 5 db 150 mm-es ágyú
  - 4 db 37 mm-es ágyú (később 10)
  - 8 db 20 mm-es ágyú (később 20)
  - 8 db 533 mm-es torpedó vetőcső
  - 60 akna
  - 4 db mélységi töltet kilövő

## Zerstörer 1936A (Mob) jellemzői
- Vízkiszorítás: 3700 tonna
- Hossz: 127 m
- Szélesség: 12 m
- Merülés: 4.65 m
- Hajtómű: 2 hajócsavar
- Sebesség: 37,5 csomó
- Hatótávolság: 3600 km 19 csomós sebesség mellett
- Fegyverzet:
  - 5 db 150 mm-es ágyú
  - 4 db 37 mm-es ágyú (később 14)
  - 12 db 20 mm-es ágyú (később 18)
  - 8 db 533 mm-es torpedó vetőcső
  - 60 akna
  - 4 db mélységi töltet kilövő

## Az osztály hajói
Az osztály, a Zerstörer 1936A (Mob) osztállyal együtt 15 hajóból állt. A hajókat a DeSchiMAG építette Brémában. Kivétel ez alól a Z37, a Z38 és a Z39 melyeket a Germania épített Kielben.
| Hajó neve | Építés kezdete      | Hadrendbe állítás    | Sorsa |
| --------- | ------------------- | -------------------- | --- |
| Z23       | 1938. november 15.  | 1940. szeptember 15. | 1944. augusztus 12-én súlyosan megrongálódott egy bombatámadás következtében ezért augusztus 21-én kivonták a hadrendből. A háború után Franciaországhoz került, ahol átnevezték Leopardra. 1951-ben szétbontották.                                                                            |
| Z24       | 1939. január 2.     | 1940. október 26.    | A Brit Királyi Légierő bombázói elsüllyesztették Le Verdon közelében 1944. augusztus 25-én |
| Z25       | 1939. február 15.   | 1940. november 30.   | A háború után Franciaországhoz került, ahol átnevezték Hoche-ra. 1958-ban szétbontották. |
| Z26       | 1939. április 1.    | 1940. január 11.     | A brit Trinidad nevű cirkáló és az Eclipse nevű rombóló elsüllyesztette 1942. március 29-én a Barents-tengeren, miközben a PQ-13 konvojt támadta. |
| Z27       | 1939. december 27.  | 1941. február 26.    | 1943. december 28-án a Glasgow és a Enterprise brit rombolók elsüllyesztették a Vizcayai-öbölben. |
| Z28       | 1939. október 30.   | 1941. augusztus 9.   | 1945. március 3-án brit bombázók áldozatául esett a Balti-tengeren, Sassnitz közelében. |
| Z29       | 1940. március 21.   | 1941. június 25.     | A háború után a britekhez került, akik később az Egyesült Államoknak adták. Rossz állapota miatt 1946. december 16-án Jylland közelében elsüllyesztették. |
| Z30       | 1940. április 15.   | 1941. november 15.   | A háború után Norvégiához került, akik később a briteknek adták. A britek lőgyakorlataik célpontjaként használták, majd 1949-ben szétbontották. |
| Z31       | 1940. szeptember 1. | 1942. április 11.    | A háború után Franciaországhoz került, ahol átnevezték Marceau-ra. 1958-ban szétbontották. |
| Z32       | 1940. november 1.   | 1942. szeptember 15. | A Haida és a Huron kanadai rombolók elleni összecsapásban megsérült, aminek következtében 1944. június 9-én megfeneklett Bretagne partjainál, Ile de Batz közelében. Később légicsapások áldozatává vált.                                                                                      |
| Z33       | 1940. december 22.  | 1943. február 6.     | A háború után a Szovjetunióhoz került, ahol átnevezték Provorniy-ra. 1961-ben szétbontották. |
| Z34       | 1941. január 15.    | 1943. június 5.      | A háború után az Egyesült Államokhoz került. Rossz állapota miatt 1946. március 26-án Jylland közelében elsüllyesztették. |
| Z37       | 1940                | 1942. július 16.     | 1944. január 1-jén súlyosan megsérült, a Z32 rombolóval való ütközés következtében. Augusztus 24-én kivonták a hadrendből, és még ugyanezen a napon elsüllyesztették Bordeaux partjainál. 1949-ben szétbontották.                                                                              |
| Z38       | 1940                | 1943. március 20.    | A háború után a britekhez került, ahol átnevezték Nonsuch-ra. Kísérleti hajóként használták, majd 1949 és 1950 közt szétbontották. |
| Z39       | 1940                | 1943. augusztus 21.  | A háború után a britekhez került, akik később az Egyesült Államoknak adták, ahol átnevezték DD-939-re és kísérleti célokra használták. 1947-ben a hajót Franciaországnak adták ahol a többi francia szolgálatban lévő, német hajó alkatrészeinek pótlására használták. 1964-ben szétbontották. |